# Saint-Pierre-des-Fleurs

Saint-Pierre-des-Fleurs este o comună în departamentul Eure, Franța. În 1 ianuarie 2022 avea o populație de 1.688 de locuitori.